# Alojzy Welnitz
Alojzy Alfred Welnitz (ur. 23 czerwca 1910 w Łodzi, zm. 4–7 kwietnia Katyniu w 1940) – polski sportowiec, podporucznik rezerwy Wojska Polskiego, ofiara zbrodni katyńskiej.

## Życiorys
Syn Karola i Kazimiery z Kolebskich. W 1930 ukończył Gimnazjum im. ks. Ignacego Skorupki w Łodzi. Należał do najwszechstronniejszych sportowców Łódzkiego Klubu Sportowego w okresie dwudziestolecia międzywojennego. W latach 1927–1936 uprawiał koszykówkę, piłkę nożną, lekkoatletykę oraz siatkówkę, w której święcił swe największe triumfy. Był w składzie drużyny KS YMCA, z którą w 1929 wygrał pierwsze mistrzostwa Polski w siatkówce mężczyzn. Ponadto reprezentując barwy ŁKS-u w tej dyscyplinie, dwukrotnie zdobył drużynowe mistrzostwo Polski w 1931 i 1932. Jako piłkarz ŁKS-u rozegrał około 60 meczów ligowych. W 1931 ukończył kurs w BPRPiech. nr 10a w Nisku. Przydzielono go do 58, a następnie do 14 pp. Podporucznik mianowany ze starszeństwem 1 stycznia 1933. Mieszkał w Łodzi.
W czasie II wojny światowej brał udział w kampanii wrześniowej, w trakcie której, po agresji ZSRR na Polskę z 17 września 1939, trafił do niewoli sowieckiej. Według stanu z kwietnia 1940 był jeńcem obozu w Kozielsku. Między 3 a 5 kwietnia 1940 przekazany do dyspozycji naczelnika Zarządu NKWD Obwodu Smoleńskiego – lista wywózkowa bez numeru z 3 kwietnia 1940. Został zamordowany między 4 a 7 kwietnia 1940 w Katyniu przez funkcjonariuszy Obwodowego Zarządu NKWD w Smoleńsku oraz pracowników NKWD przybyłych z Moskwy na mocy decyzji Biura Politycznego KC WKP(b) z 5 marca 1940. Ofiary tej zbrodni grzebano w bezimiennych mogiłach zbiorowych, gdzie od 28 lipca 2000 mieści się oficjalnie Polski Cmentarz Wojenny w Katyniu. W miejscu tym prowadzone były ekshumacje i prace archeologiczne, jednak Alojzy Alfred Welnitz nie został zidentyfikowany.

## Upamiętnienie
30 maja 2018, w ramach akcji „Katyń... pamiętamy” / „Katyń... Ocalić od zapomnienia”, został zasadzony Dąb Pamięci dla uhonorowania Alojzego Welnitza w Publicznym Gimnazjum nr 21 im. Marii Skłodowskiej-Curie w Łodzi.
5 października 2007 minister obrony narodowej Aleksander Szczygło mianował go pośmiertnie na stopień porucznika. Awans został ogłoszony 10 listopada 2007 w Warszawie, w trakcie uroczystości „Katyń Pamiętamy – Uczcijmy Pamięć Bohaterów”.